# Berlin Music Week
Die Berlin Music Week kombiniert Musikfestival und Konferenz- und Businessveranstaltungen. Seit 2010 wird sie jährlich im September veranstaltet. Das Festival bietet eine Mischung aus Electro, Electro-Pop, Indietronic und Indie-Rock und findet in den Berliner Bezirken Friedrichshain und Kreuzberg und auf dem Flughafen Berlin-Tempelhof statt.
Gefördert wird dieses Projekt von der Senatsverwaltung für Wirtschaft, Technologie und Forschung, dem Europäischen Fonds für regionale Entwicklung, Projekt Zukunft Berlin, Berlin Partner und visitBerlin.

## Hintergrund
- In den Jahren 2010 und 2011 war die Popkomm, Fachmesse für Musik und Unterhaltung, Teil der Berlin Music Week. Seit 2012 wird der Konferenz- und Businessteil unter dem Namen „WORD!“ unter direkter Steuerung der Kulturprojekte Berlin GmbH organisiert und durchgeführt.
- Komplettiert wird das Programm der Berlin Music Week durch den Bereich „SOUND!“.
- Die Berlin Music Week verfolgt das Ziel, Berlin sowohl national als auch international als Zentrum für Musik- und Kreativszene zu fördern und zu stärken.

## Programm SOUND!
Unter dem Dach der Berlin Musik Week verbindet der Live- und Entertainment-Teil SOUND! viele weitere Veranstaltungen, so u. a. das Berlin Festival, den New Music Award und das Auf-den-Dächern-Festival von tape.tv und Spiegel Online. Initiiert von der Berlin Music Week wird in Zusammenarbeit mit Melt!Booking das Programm des Showcase-Festivals „First We Take Berlin!“ erstellt. Das Showcase-Festival dient als Plattform für Newcomer und richtet sich gleichermaßen an Konsumenten und Fachpublikum der Musikbranche.

## Vergangene Veranstaltungen

### 2010

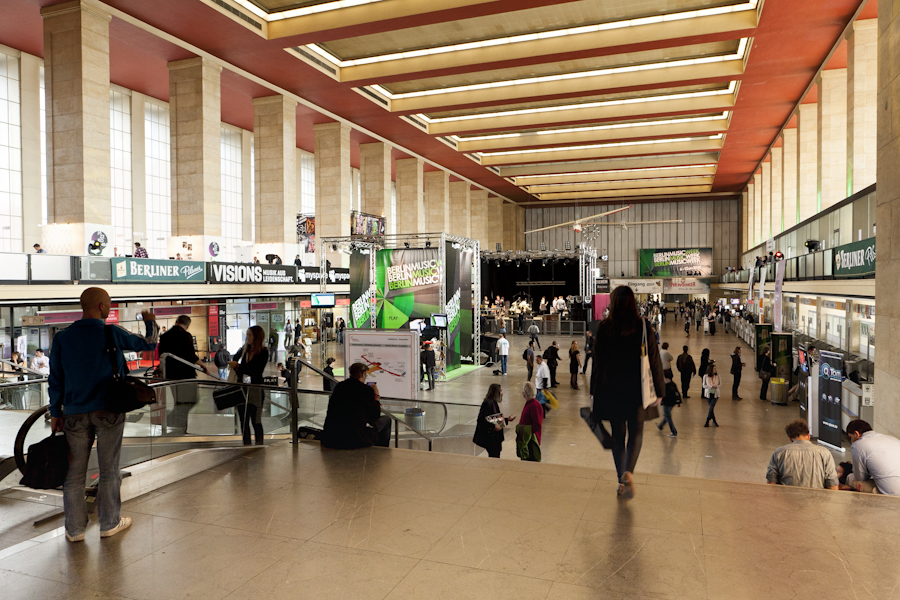
Berlin Music Week 2010 im Flughafen Tempelhof

Vom 6. bis 12. September 2010 waren die Hauptveranstaltungsorte die Kulturbrauerei mit 40 Veranstaltungen (u. a. dem Summerize Festival oder Konzerten der Jazzkomm), der Flughafen Tempelhof und weitere Venues in Friedrichshain-Kreuzberg, zusammengefasst unter „ClubSpreeBerlin“. Auf dem Flughafen Tempelhof bot Raum fand die Popkomm und das Berlin Festival statt.
An der Berlin Music Week Konferenz, bestehend aus insgesamt 130 Sessions und Keynotes der 253 Speakern, nahmen etwa 2.000 Besucher teil. 7.500 Personen versammelten sich auf der Popkomm, 15.000 auf dem Berlin Festival. 60 Bands und Künstler präsentierten sich auf verschiedenen Bühnen des Popkomm Showcase Festivals. Während der Woche fanden weitere Veranstaltungen in der Kulturbrauerei und im Rahmen von „ClubSpreeBerlin“  statt, die von etwa 12.000 Gästen besucht wurden.

#### Künstler (Auswahl)
Kraftklub, Editors, Robyn, Peaches, LCD Soundsystem, Darwin Deez,  Trouble Over Tokyo, Boy, Laura Jansen, Fatboy Slim, Fever Ray, We Have Band, Blood Red Shoes, Atari Teenage Riot, Superpunk, Boys Noize, Hot Chip, Yes Cadets, Herman Dune, Junio, Caribou, Norman Palm, Zola Jesus, Housemeister, Adam Green, Zaz, I Heart Sharks, Dakota Days

### 2011
Vom 7. bis 11. September 2011 traten 115 Bands und Künstler im Rahmen des Popkomm Showcase Festivals auf. Auf dem Messeteil der letzten Popkomm trafen sich ca. 5.200 Vertreter der Musikbranche. Das Berlin Festival lockte erneut 15.000 Besucher. Die Kulturbrauerei bot neben dem .HBC während der Woche abermals Raum für mehrere Veranstaltungen mit mehr als 12.000 Besuchern. Zur Berlin Music Week Clubnacht demonstrierten etwa 300 Bands, Künstler und DJs ihr Können in 63 Clubs.

#### Künstler (Auswahl)
Retro Stefson, Firefox AK, Nerd School, Leyan, Anoraak, Sven Dohse, Go Back To The Zoo, Casper, Laing, Toy Horses, Bodi Bill, I Am Oak, Fedde Le Grand, Captain Capa, Ira Atari, Pickers, The Dashwoods, Random Hero, Feinkost, Jonas David, The Austronaut’s Eye, Tuó,  Dry The River, Lucy Swann, Choir of Young Believers, Einar Stray, Norman Palm, Kill It Kid, Tove Styrke, You Say France and I Whistle, Dolly Dagger, Axel & The Farmers, Die Apokalyptischen Reiter, Caliban, General Elektriks

### 2012
2012 wurde der Konferenz- und Businessteil erstmals zu „WORD!“. Veranstaltet wurde dies u. a. im Spreespeicher, im nhow Hotel und im Postbahnhof. Hier sammelten sich 2.000 Delegierte. Zu den Vortragenden gehörte beispielsweise Marusha (Thema: „The Gentrification of Sub-Culture“). Die Clubnacht der Clubcommission verzeichnete 18.000 Besucher, die in über 50 Clubs feierten. 20.000 Besucher nahmen am Berlin Festival teil.

#### Künstler (Auswahl)
Gemma Ray, New Found Land, Boho Dancer, Sigur Rós, Ghostpoet, Highasakite, I Got You On Tape, LCMDF, Sandra Kolstad, Turboweekend, Elias, The Killers,  Tocotronic, Pantha du Prince, Bonaparte, Paul Kalkbrenner, Franz Ferdinand, Tomfoolery, Manual Kant, Tonbandgerät, Two Door Cinema Club, Max Herre, Little Dragon, Friendly Fires, Miike Snow, Schultz & Forever, The Soundtrack of Our Lives, WhoMadeWho, Modeselektor, Metronomy, The Magician, Totally Enormous Extinct Dinosaurs

### 2013

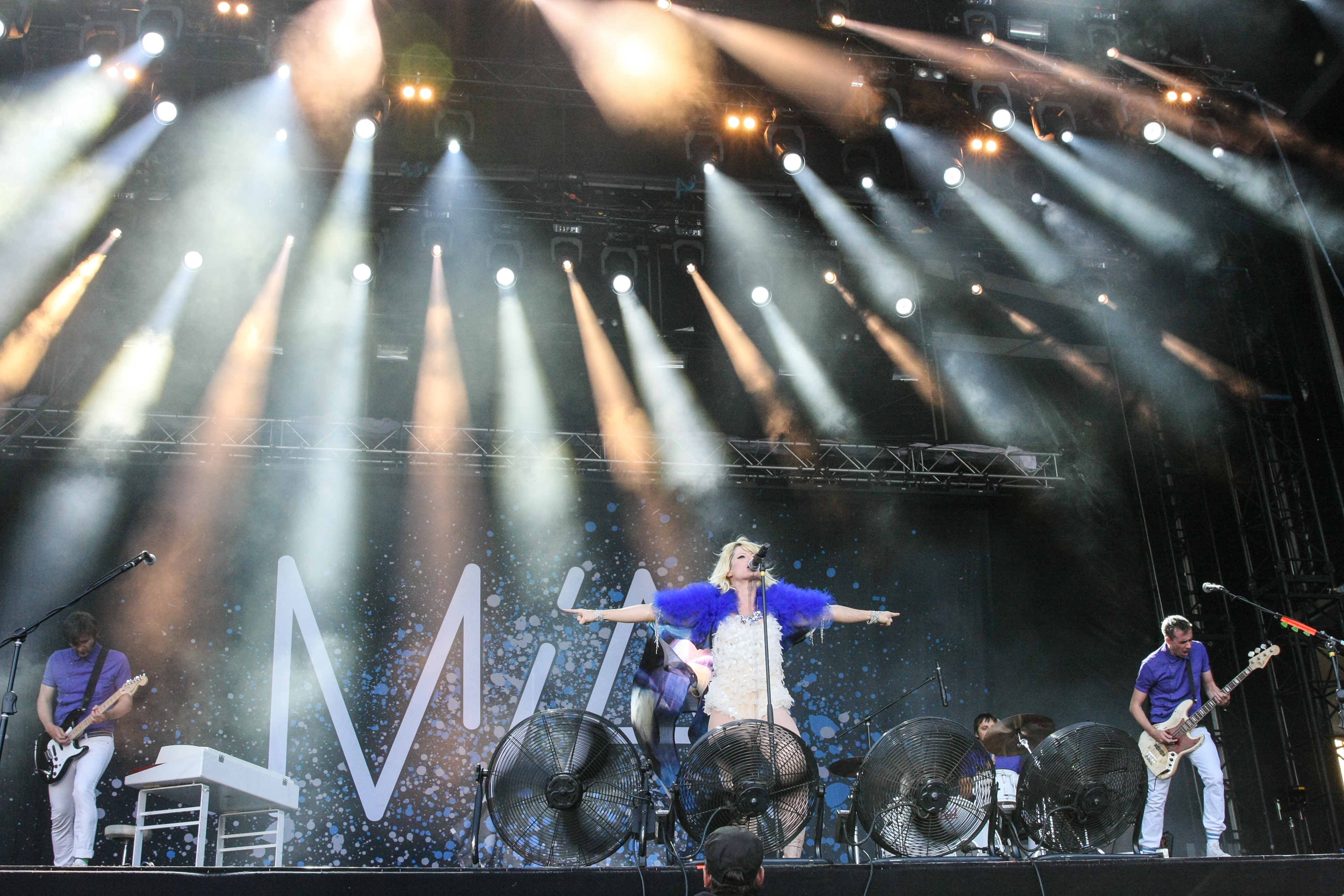
Die Band MIA. beim Berlin Festival 2013

Die vierte Berlin Music Week fand vom 4. bis 8. September 2013 statt.

#### Programm WORD!
Im Berliner Postbahnhof fand die Konferenz- und Businessplattform WORD! statt. Dort trafen sich an zwei Tagen sowohl Musik- und Medienschaffende als auch Vertreter der Start-Up-Szene, um sich in Diskussionen, Workshops, Meetings und Networking Sessions auszutauschen und aktuelle Themen zu besprechen. 20 Start-ups, darunter gigflip, Todaytickets, 50 Hours uvm., bekamen zudem am 6. September die Möglichkeit ihr Konzept gegenüber der internationalen Musikwirtschaft und potenziellen Investoren zu präsentieren. Das Konferenzprogramm konzentriert sich vorrangig auf die Bereiche „Technologie und Musik“ sowie „Recorded Music“. Musiktechnologien am Standort Berlin waren ein zentrales Thema. Ein wesentlicher Bestandteil von WORD! war der Kongressteil der VUT Indie Days, veranstaltet vom Verband unabhängiger Musikunternehmen. In Zusammenarbeit mit dem übrigen Kongressprogramm wurde hier auf die Perspektive kleiner und mittlerer Musikunternehmen eingegangen. Die Inhalte von Berlin Music Week WORD! entwickelte die Communications GmbH, der all2gethernow e. V. und der VUT. Verschiedene weitere Akteure der Musik- und Digitalwirtschaft waren in das Programm eingebunden.

#### Künstler (Auswahl)
Pet Shop Boys, Yalta Club, Kid Simius (live), Babylon Circus, Die Orsons, Blur, Ellen Allien, Basement Funk Orchestra, Bipolar Sunshine, My Bloody Valentine, Braids, Fritz Kalkbrenner, The Sounds, Boys Noize, Björk, Klaxons, MIA., Justice (DJ-Set), Claptone, Dillon, MC Fitti, Ellie Goulding, Turbostaat, Mighty Oaks, Pantha du Prince, Bastille, Get Well Soon, Dumme Jungs, Armin van Buuren